# Lexeiba
Lexeiba este o comună din departamentul Kaédi, Regiunea Gorgol, Mauritania, cu o populație de 14.908 locuitori.